# Saikin, Imōto no Yōsu ga Chotto Okashiinda ga.
Saikin, Imōto no Yōsu ga Chotto Okashiinda ga. (jap. 最近、妹のようすがちょっとおかしいんだが。, dt. „Neuerdings verhält sich meine kleine Schwester ein wenig seltsam.“), kurz Imocho. (妹ちょ。) bzw. im Untertitel auch Englisch Recently, my sister is unusual. genannt, ist eine Manga-Reihe der Zeichnerin Mari Matsuzawa, die 2014 auch als Anime-Fernsehserie adaptiert wurde.

## Handlung
Die Schülerin Mitsuki Kanzaki (神前 美月) hat vor Kurzem einen gleichaltrigen Bruder, Yūya Kanzaki (神前 夕哉), bekommen, nachdem ihre Mutter den Vater von Yūya geheiratet hatte. Zu ihrem Unmut begleitete ihre Mutter ihren neuen Vater wegen dessen Jobs ins Ausland, so dass sie nun mit ihrem neuen Bruder allein ist. Eines Tages erscheint ihr der Geist der verstorbenen Hiyori Kotobuki (寿 日和), die sich an nichts erinnern kann, außer dass sie starb, als sie auf dem Weg war, Yūya ihre Liebe zu gestehen. Aufgrund dieses unerfüllten Wunsches ist sie noch an das Diesseits gefesselt. Mitsuki soll ihr nun helfen, all die Dinge, die Liebende tun und die sie zu Lebzeiten vorhatte, mit Yūya nachzuholen. Deswegen bekommt Mitsuki von ihr einen recht unkeusch aussehenden Keuschheitsgürtel mit einer Anzeige, die sich bei jeder Aktion mit Yūya, die Hiyori zufriedenstellt, auffüllt und jedes Mal, wenn sie aufgefüllt ist, eine weitere Stufe zum Himmel freischaltet. Andererseits übernimmt Hiyori gelegentlich auch Mitsukis Körper, um Yūya näher zu sein. Aus Yūyas Perspektive schwankt daher das Verhalten seiner Schwester zwischen abweisend (wenn Mitsuki die Kontrolle über ihren Körper hat) und flirtend (wenn Hiyori Mitsukis Körper übernimmt). Eine Konkurrentin erwächst Mitsuki später mit Yūyas attraktiver Kindheitsfreundin Yukina Kiritani (桐谷 雪那).

## Veröffentlichung
Der Manga von Mari Matsuzawa erscheint seit dem 9. November 2010 (Ausgabe 12/2010) im Manga-Magazin Dragon Age des Imprints Fujimi Shobō. Bisher (Stand: Januar 2015) wurden die Einzelkapitel in sieben Sammelbänden (Tankōbon) zusammengefasst:
- Bd. 1: ISBN 978-4-04-712742-5, 9. August 2011
- Bd. 2: ISBN 978-4-04-712774-6, 7. Januar 2012
- Bd. 3: ISBN 978-4-04-712805-7, 9. Juni 2012
- Bd. 4: ISBN 978-4-04-712843-9, 7. Dezember 2012
- Bd. 5: ISBN 978-4-04-712878-1, 8. Juni 2013
- Bd. 6: ISBN 978-4-04-712995-5 (normal), ISBN 978-4-04-712887-3 (limitiert mit rubber strap collection), 8. Januar 2014
- Bd. 7: ISBN 978-4-04-070255-1 (normal), ISBN 978-4-04-070018-2 (limitiert mit Blu-Ray), 30. Juni 2014

Ein achter Band ist für den 9. Februar 2015 angekündigt.

## Anime
Das Animationsstudio project No.9 adaptierte den Manga als Anime-Fernsehserie unter der Regie von Hiroyuki Hata. Die 12 Folgen wurden vom 4. Januar bis 23. März 2014 auf Tokyo MX und Sun TV ausgestrahlt sowie am Folgetag auf AT-X und wenige Tage später auf BS11. Am 28. Januar 2014 wurde die Sendung wegen ihrer sexuellen Inhalte aus Jugendschutzgründen auf Empfehlung der Hōsō Rinri Bangumi Kōjō Kikō (engl. Broadcasting Ethics & Program Improvement Organization) beginnend mit der fünften Folge auf einen Programmplatz weit nach Mitternacht verschoben.
Eine englisch untertitelte Fassung wird als Simulcast gleichzeitig auf Crunchyroll für die Regionen Nordamerika, Europa, Australien, Neuseeland, Südafrika und dem Nahen Ost gestreamt.
Die Serie erschien vom 26. März bis 27. August 2014 auf sechs DVDs/Blu-Rays. Eine 13. Bonusfolge war der limitierten Fassung des siebten Mangabandes vom 30. Juni 2014 beigelegt.

### Synchronisation
| Rolle           | japanischer Sprecher (Seiyū) |
| --------------- | ---------------------------- |
| Mitsuki Kanzaki | Chinami Hashimoto            |
| Yūya Kanzaki    | Junji Majima                 |
| Hiyori Kotobuki | Yui Ogura                    |
| Yukina Kiritani | Hisako Kanemoto              |

### Musik
Die Hintergrundmusik zur Serie stammt von Ryōsuke Nakanishi. Der Vorspanntitel Binkan Attention (BINKAN あてんしょん, Binkan Atenshon) wird von Chinami Hashimoto, Yui Ogura und Hisako Kanemoto unter den Namen ihrer Rollen gesungen, während der Abspann Charming Do! von Yui Ogura allein gesungen wird.

## Light Novel
Von Kōgetsu Mikazuki stammt eine Adaption als Light Novel (illustrierter Roman) die bei Fujimi Shobō veröffentlicht wird. Der erste Band Iya, Kanari Abunai Gakuensai (いや、かなりアブない学園祭; ISBN 978-4-04-070012-0) erschien am 18. Januar 2014.

## Realfilm
Im Dezember 2013 wurde eine Realverfilmung unter der Regie des Fotografen Yūki Aoyama bekanntgegeben, die am 7. Mai 2014 in den japanischen Kinos anlief. Die weiblichen Hauptrollen werden von dem Modemodel Tenka Hashimoto (橋本 甜歌) und dem Gravure Idol (Erotikmodel) Mayu (繭) übernommen.